# Goephanes biflavomaculatus
Goephanes biflavomaculatus là một loài bọ cánh cứng trong họ Cerambycidae.